# Harpendyreus boma
Harpendyreus boma är en fjärilsart som beskrevs av Bethune-Baker 1926. Harpendyreus boma ingår i släktet Harpendyreus och familjen juvelvingar. Inga underarter finns listade i Catalogue of Life.